# باول روبسون
باول روبسون (بالإنجليزية: Paul Robson)‏ (4 أغسطس 1983 بكينغستون أبون هال في المملكة المتحدة - ) هو لاعب كرة قدم بريطاني في مركز الدفاع. لعب مع تشارلتون أثلتيك ونادي دونكاستر روفرز ونيوبورت كونتي وCrystal Palace Baltimore ‏ وNorth Ferriby United A.F.C. ‏ ولينكولن سيتي أف سي وبريدلينغتون تاون ‏ وLong Island Rough Riders ‏.

## وصلات خارجية
- باول روبسون على موقع قاعدة بيانات كرة القدم.إي يو (الإنجليزية)
- باول روبسون على موقع Soccerbase.com (لاعب) (الإنجليزية)